# 제인 그리어
제인 그리어(Jane Greer, 1924년 9월 9일 ~ 2001년 8월 24일)는 미국의 배우이다. 1947년 영화 《과거로부터》의 팜므파탈 역 캐시 모패트 역으로 유명하다.

## 출연 작품
- 가족 (1989)
- 어게인스트 (1984)
- 더 샤도우 라이더스 (1982)
- 아웃핏 (1974)
- 빌리 (1965)
- 웨어 러브 해스 곤 (1964)
- 천의 얼굴을 가진 사나이 (1957)
- 챔프 (1953)
- 젠다성의 포로 (1952)
- 유어 인 더 네이비 나우 (1951)
- 빅 스틸 (1949)
- 과거로부터 (1947)
- 딕 트레이시 (1945)
- 조지 화이트의 스캔달 (1945)